# Maria von Luxemburg

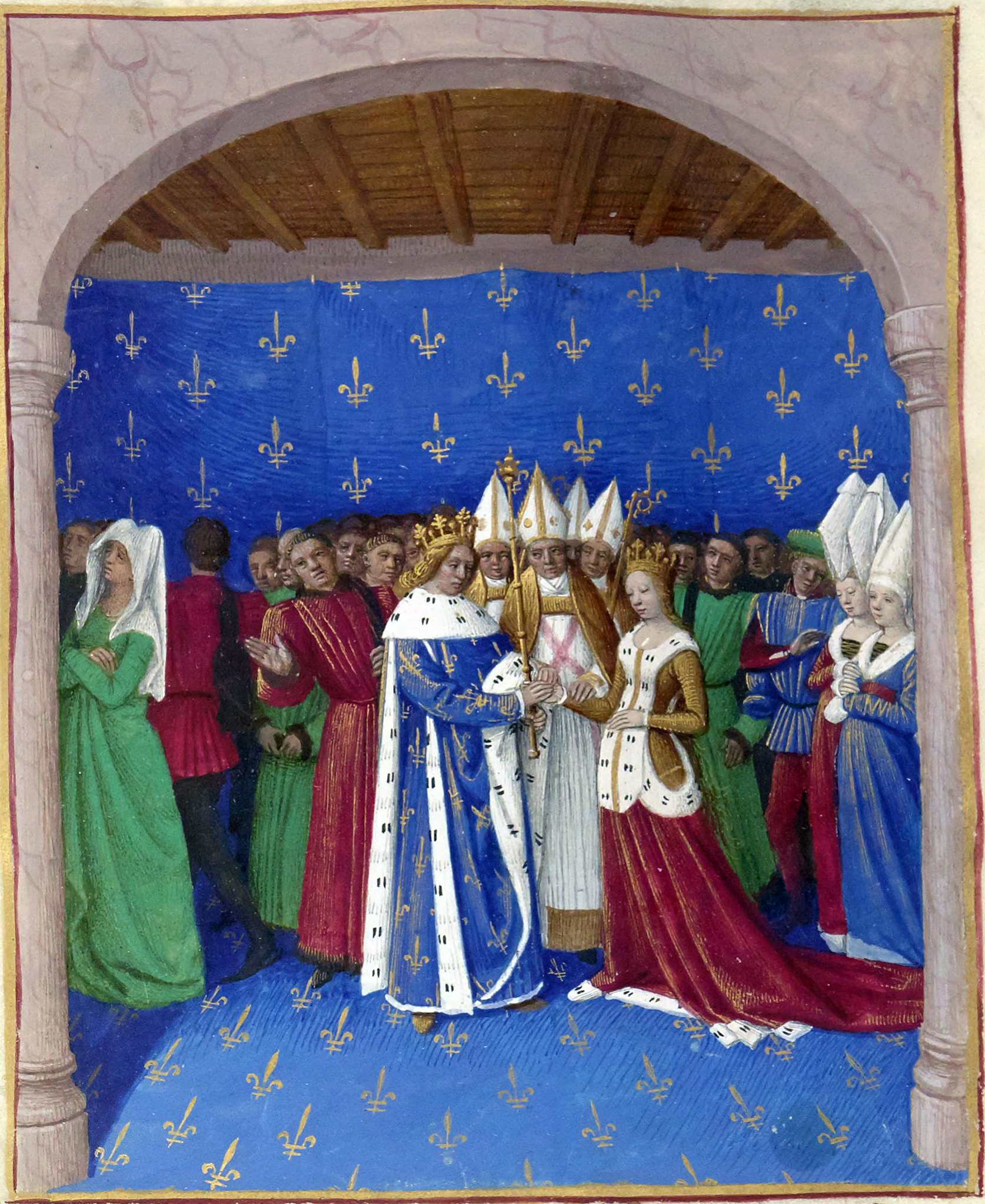
Hochzeit Marias von Luxemburg mit Karl IV. von Frankreich auf einer Miniatur von Jean Fouquet in den Grandes Chroniques de France

Maria von Luxemburg (* 1304; † 26. März 1324 in Issoudun) war durch Heirat mit Karl IV. Königin von Frankreich und Navarra.

## Leben
Maria wurde im Jahr 1304 als Tochter des späteren römisch-deutschen Kaisers Heinrich VII. und dessen Ehefrau Margarete von Brabant geboren. Außerdem war sie die Schwester des böhmischen Königs Johann von Böhmen. Sie heiratete am 21. September 1322 in Provins den französischen König Karl IV. und wurde seine zweite Frau, nachdem Karls erste Ehe mit Blanka von Burgund am 19. Mai 1322 durch Papst Johannes XXII. annulliert worden war. Diese zweite Ehe des erst Anfang 1322 zur Macht gelangten dritten und jüngsten Sohnes Philipps IV. sollte die Allianzen der Kapetinger im Osten Frankreichs stärken.
1323 gebar Maria eine Tochter, Marguérite. Sie war wieder schwanger, als sie auf der anstrengenden Rückfahrt von einem Aufenthalt der Königsfamilie in Toulouse einen Unfall mit ihrer Pferdekutsche hatte. Sie wurde nach Issoudun gebracht, erlitt aber eine Frühgeburt; ihr Sohn Louis lebte nur wenige Stunden. Maria erlag den durch den Sturz herbeigeführten Verletzungen und verstarb am 26. März 1324 im Alter von nur 19 Jahren. Sie wurde in der Dominikanerkirche in Montargis beigesetzt.